# José Ramón González Pérez
José Ramón González Pérez, conegut com a José Ramón (Carreira, Galícia, 20 de maig de 1968), és un futbolista gallec que va jugar en el Deportivo de La Corunya i en la Sociedad Deportiva Compostela. És germà del també futbolista Francisco Javier González Pérez.
La seva carrera comença en l'equip de la seva vila natal, el Carreira FC, fins a l'any 1986 en el qual passa al Fabril Deportivo, i posteriorment al primer equip del Deportivo de la Corunya. Durant la temporada 93-94 sofreix una lesió de pubis que li manté apartat dels terrenys de joc gairebé tota la temporada.
A l'any següent abandona l'equip després de guanyar la Copa del Rei i fitxa per la Sociedad Deportiva Compostela on juga durant tres temporades.
En 1998 retorna a Riazor i es retira en el 2000 després de la consecució del títol de Lliga.

## Títols
- 1 Lliga espanyola (1999-2000)
- 1 Copa del Rei (1995)